# FKE VT 628
De VT 628 is een tweedelig diesel hydraulische treinstel voor het regionaal personenvervoer van de Frankfurt-Königsteiner Eisenbahn (FKE).

## Geschiedenis
Het treinstel werd in de jaren 1970 ontworpen door Bundesbahn-Zentralamt München samen met Waggonfabrik Uerdingen ter vervanging van de 795 en 798 ook wel Uerdinger Schienenbus genoemd. Ook moesten deze treinen de Baureihe 515 gaan vervangen.
De Frankfurt-Königsteiner Eisenbahn (FKE) werd in 2005 opgenomen in de Hessische Landesbahn GmbH (HLB).
Deze treinen werden in 2007 vervangen door de treinen van het type VT 200. De treinen staan / stonden ter verkoop bij Bombardier te Kassel.

### VT 50
Deze treinen van de Baureihe 628.4 bestaan uit een motorwagen en een motorloos stuurstandrijtuig van de Baureihe 928.4. Bij deze treinen werden de beide balkons bij de overgang vergroot en grotere deuren gemonteerd.

### VT 70
Deze treinen bestaan uit een motorwagen van de Baureihe 628.9 en een motorwagen van de Baureihe 629. De Baureihe 628.4 was de basis voor deze treinen. Bij deze treinen werden de beide balkons bij de overgang vergroot en grotere deuren gemonteerd.

### neg
De Norddeutsche Eisenbahngesellschaft Niebüll (neg) huurde in 2009 voor een lange periode VT 71 ter vervanging van twee in groot onderhoud zijnde rijtuigen.

## Constructie en techniek
Deze trein is opgebouwd uit een stalen frame van geprofileerde platen. De draaistellen zijn vervaardigd door Wegmann. De wielen hebben een kleinere diameter dan gebruikelijk. Deze treinen kunnen tot zes eenheden gecombineerd rijden. De treinstellen zijn uitgerust met luchtvering.

## Treindiensten
Deze treinen werden door de Frankfurt-Königsteiner Eisenbahn (FKE) ingezet op het volgende traject:
- SE 12: Königsteiner Bahn, Frankfurt (Main) Hbf - Frankfurt-Höchst - Königstein

## Foto's

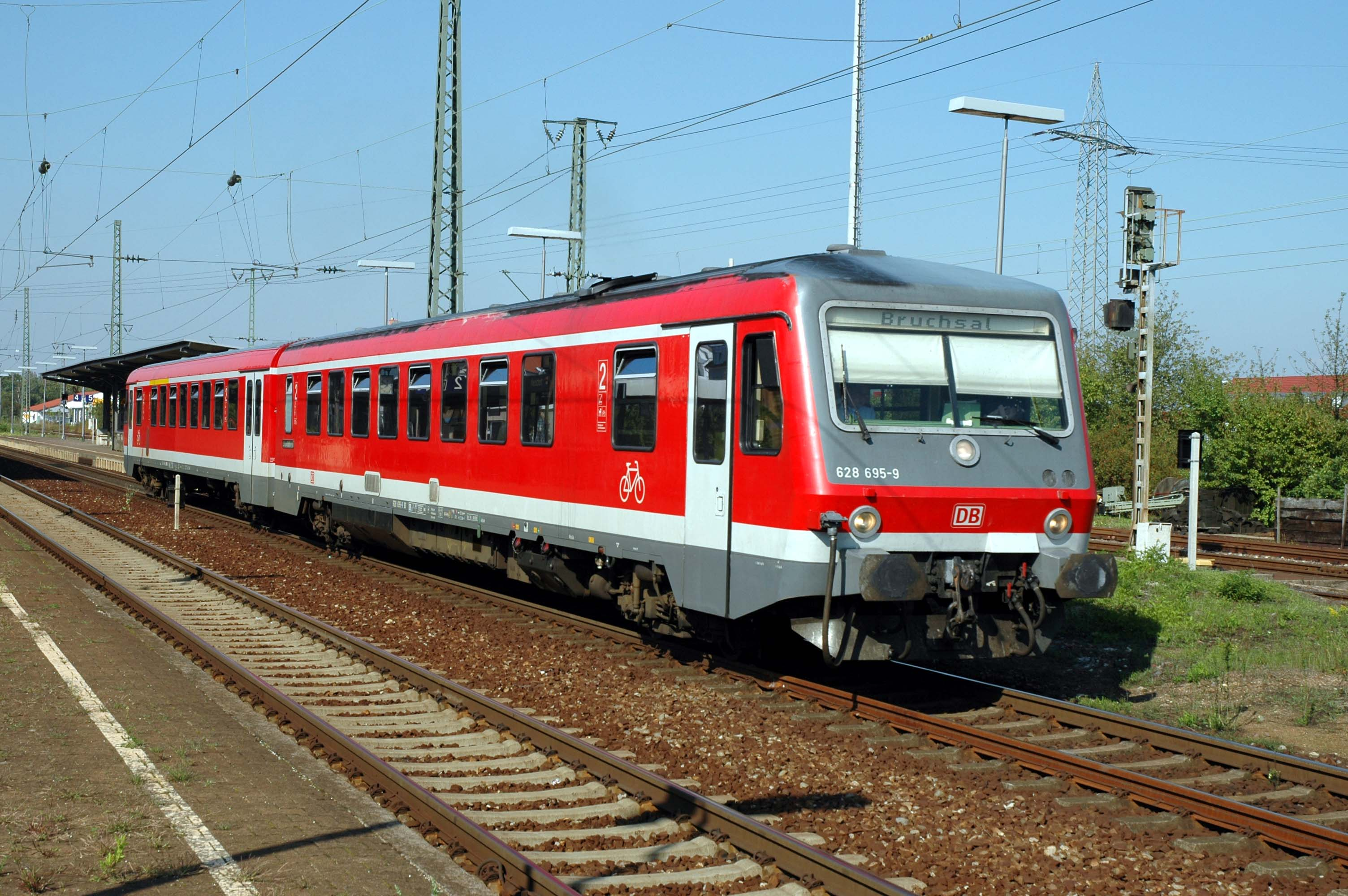
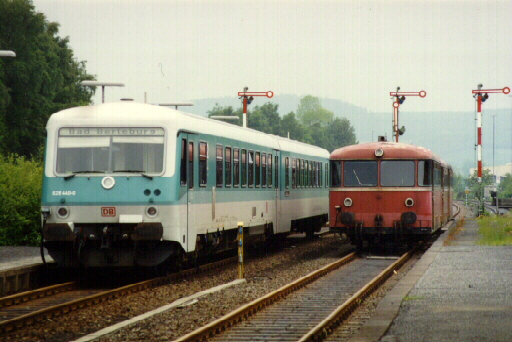
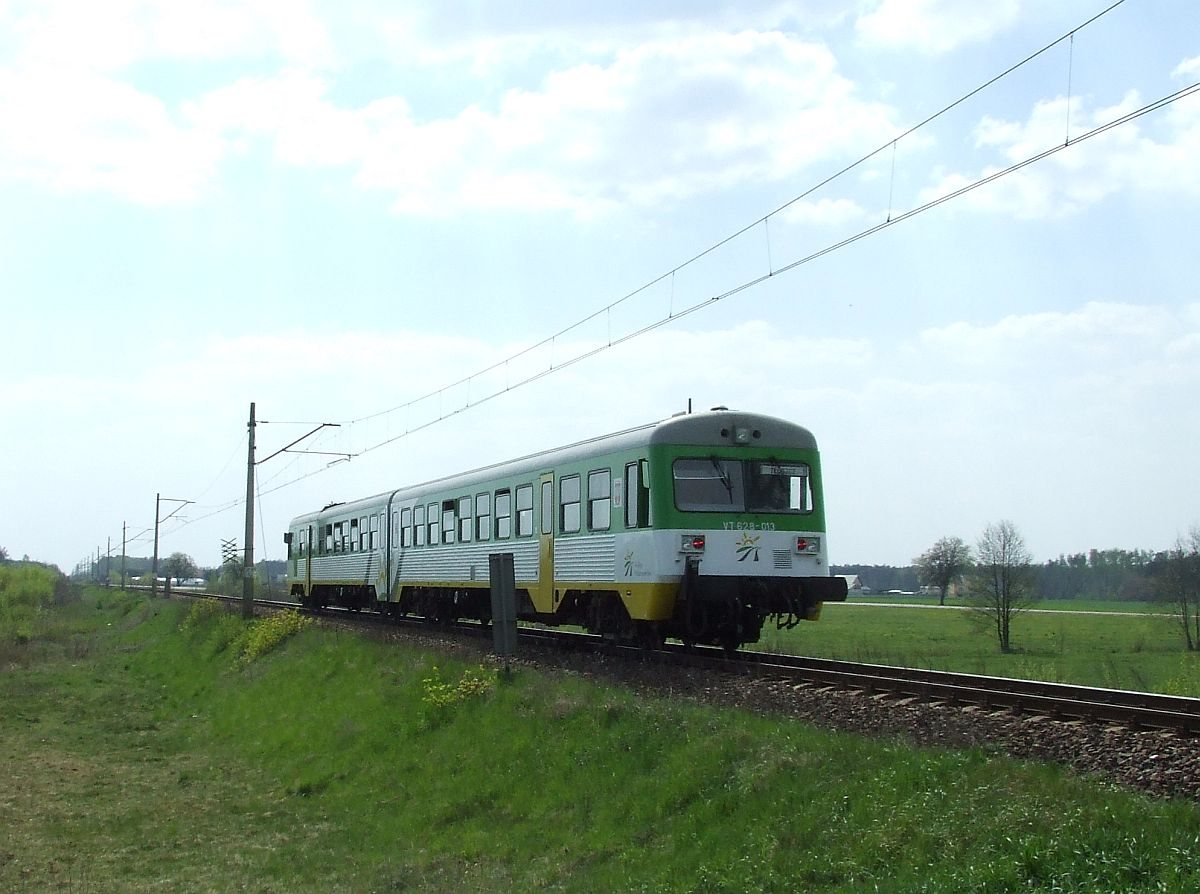

de voormalige spoorwegondernemingen Butzbach-Licher Eisenbahn AG (BLE), Frankfurt-Königsteiner Eisenbahn (FKE), Kassel-Naumburger Eisenbahn AG (KNE) en Hellertalbahn GmbH (HTB)